# Sito Bito
Serge F. Robichaud, plus connu sous le nom d'artiste Sito Bito, est un photographe acadien originaire de Shippagan, au Nouveau-Brunswick (Canada).

## Biographie
Serge F. Robichaud naît à Shippagan, au Nouveau-Brunswick. Sa mère est Annie Blanchard (1926-2012) et son père est Florian Robichaud (1927-1991) ; il a une sœur et cinq frères.
Il étudie la biologie à l'Université de Moncton au début des années 1970, une période de grandes manifestations étudiantes. C'est en 1974 que son implication politique et son domaine d'étude l'intéressent à la photographie. Il devient professionnel alors qu'il est toujours aux études. Il est autodidacte mais sa formation universitaire l'aide, notamment dans l'analyse de la réaction de l'œil pour trouver la bonne lumière. Il accomplit l'essentiel de son travail dans un rayon de 25 kilomètres autour de Shippagan, dans la Péninsule acadienne, au Nord-Est du Nouveau-Brunswick. Il trouve son inspiration dans la lumière et le relief plat de cette région. La nature est son inspiration mais il modifie parfois les photos, comme dans l'exposition Émotions, en 2008, en leur donnant l'aspect de tableaux et en les imprimant sur une toile. Il affirme que c'est la « revanche du photographe » sur les peintres. À cette époque, il s'inspire de la photographie primitive du XIXe siècle au Québec, en se concentrant davantage sur les paysages, un sujet peu exploité.
Il a fait l'objet de plusieurs expositions solo dans les Provinces maritimes. Il a remporté de nombreux prix canadiens et internationaux, dont le Kodak International Newspaper Snapshot Award en 1979, en 1980 et en 1981, le prix Accessit et du concours VISART en 1992. À partir de 1981, il a été publié à des douzaines de reprises dans le magazine Photo Sélection au Québec. Il a aussi fait l'objet de quatre articles dans la revue allemande Leica Fotografie International de 1991 à 1995. Il a aussi participé aux Éditions Tremplin en France, à Spécial lecture et Annuel 1995. Il est exposé de façon permanente à Moncton à partir de 2009 à la Galerie Bleue. Ses photos sont aussi exposés au Musée de la photographie de Pubnico et dans divers lieux publics en plus d'avoir fait la couvertures de livres.

## Expositions
- 2012-2013, Second Regard, Caraquet, solo[5],[10];
- 2012, Bleu Blanc Rouge, Lamèque, solo[11];
- 2009 à nos jours, Galerie Bleue, Moncton, groupe[12];
- 2008, Émotions, Aquarium et centre marin du Nouveau-Brunswick, Shippagan, solo[1];
- 2008, Festival des arts visuels en Atlantique, Caraquet, solo[1];
- 2005, Galerie Lighthouse, Moncton, solo[13];
- 2005, Caraquet, solo[14];
- Musée de la Photographie, Pubnico[6];
- Galerie d'art Pilar Shepard, Charlottetown[6];
- Galerie George-Goguen, Moncton, solo[6];
- Galerie Artcadienne, Miramichi[6];
- Centre communautaire Samuel-de-Champlain, Saint-Jean[6].